# Tatanir
Tatanir – wieś w Rumunii, w okręgu Tulcza, w gminie Chilia Veche. W 2011 roku liczyła 43 mieszkańców.